# Jacob Bach (Politiker)
Jacob Bach (auch Jakob) (* 13. Dezember 1868 in Sprendlingen; † 3. Januar 1941 in Darmstadt) war ein hessischer Politiker (NLP) und ehemaliger Abgeordneter der Zweiten Kammer der Landstände des Großherzogtums Hessen.
Jacob Bach war der Sohn des Lehrers Franz Bach und dessen Frau Elisabetha, geborene Wachter. Jacob Bach, der evangelischen Glaubens war, heiratete am 15. April 1896 Anna Katharina, geborene Hetner. 
Bach war Hauptlehrer und später Rektor in Mainz. Von 1910 bis 1918 gehörte er der Zweiten Kammer der Landstände an. Er wurde für den Wahlbezirk Stadt Mainz gewählt.